# Марьяновка (Джанкойский район)
Марья́новка (укр. Мар'янівка, крымскотат. Maryanovka, Марьяновка) — исчезнувшее село в Джанкойском районе Республики Крым, располагавшееся на западе района, в степной части Крыма, примерно в 3 км к востоку от современного села Павловка.

## История
Судя по доступным историческим документам, поселение возникло в начале XX века, поскольку впервые упоминается в Статистическом справочнике Таврической губернии 1915 года, согласно которому на хуторе Марьяновка (Клемпарского) Богемской волости Перекопского уезда числился 1 двор с русским населением в количестве 3 человек приписных жителей и 11 «посторонних», из которых 8 мужчин и 6 женщин. При хуторе числилось 200 десятинами удобной земли. В хозяйстве имелось 26 лошадей, 8 коров и 9 голов мелкого скота (согласно энциклопедическому словарю «Немцы России» население хутора было немецко-русским).
После установления в Крыму Советской власти, по постановлению Крымревкома от 8 января 1921 года № 206 «Об изменении административных границ» была упразднена волостная система и в составе Джанкойского уезда был создан Джанкойский район. В 1922 году уезды преобразовали в округа. 11 октября 1923 года, согласно постановлению ВЦИК, в административное деление Крымской АССР были внесены изменения, в результате которых округа были ликвидированы, основной административной единицей стал Джанкойский район и село включили в его состав. Согласно Списку населённых пунктов Крымской АССР по Всесоюзной переписи 17 декабря 1926 года, на хуторе Марьяновка, Марьинского сельсовета Джанкойского района, числилось 12 дворов, все крестьянские, население составляло 64 человека. В национальном отношении учтено: 43 русских, 19 украинцев и 2 немца.
После освобождения Крыма от немецко-фашистских войск в апреле 1944 года, 12 августа того же было принято постановление № ГОКО-6372с «О переселении колхозников в районы Крыма»; в сентябре 1944 года в район приехали первые новоселы (27 семей) из Каменец-Подольской и Киевской областей, а в начале 1950-х годов последовала вторая волна переселенцев из различных областей Украины. С 25 июня 1946 года селение в составе Крымской области РСФСР, а 26 апреля 1954 года Крымская область была передана из состава РСФСР в состав УССР. Время включения в Завет-Ленинский сельсовет пока не установлено: на 15 июня 1960 года село уже числилось в его составе. Село ликвидировано к 1968 году (согласно справочнику «Крымская область. Административно-территориальное деление на 1 января 1968 года» — в период с 1954 по 1968 годы).